# Myiopharus timida
Myiopharus timida là một loài ruồi trong họ Tachinidae.